# Лукьянович, Фёдор Константинович
Лукьянович Фёдор Константинович (1904—1942) — советский энтомолог.

## Биография
Лукьянович родился 29 мая 1904 года в Полтаве в семье банковского служащего. Сперва учился в гимназии, затем получал образование в общеобразовательной средней школе, которую он окончил в 1923 году. Высшее образование получил в 1924—1926 годах ленинградском Институте прикладной зоологии и фитопатологии, который он закончил в 1930 году экстерном. Свою научную деятельность он в возрасте 19 лет в начал в 1923 году в Полтаве в Отделе энтомологии Полтавской сельскохозяйственной опытной станции.
Сначала совмещал учёбу в Ленинграде с работой на Полтавской опытной станции (в 1924 году на должности практиканта, в 1925—1926 годах — ассистента). После этого он перешёл на педагогическую работу в Ленинград. Начиная с 1926 года преподавал курс систематики жуков, сперва в техникуме при ИЗИФ, а с 1929 года на Высших курсах прикладной зоологии и фитопатологии (здесь он работал на должности ассистента при кафедре профессора А. В. Мартынова, а с 1934 года исполнял обязанности доцента по систематике насекомых).
В период с 1930 по 1935 года, а также с 1936 по 1938 года работал во Всесоюзном Институте защиты растений, проводил большую работу по определению жуков. Начиная с сентября 1938 года начал работать в Зоологическом институте АН СССР в качестве младшего научного сотрудника отделения жесткокрылых. Работал в качестве ответственного секретаря редакции «Трудов» Зоологического института Академии Наук СССР и ученого секретаря в Отделе биогеографии Географического общества, членом которого, как и Русского энтомологического общества, он был.
Умер 17 января 1942 года в блокадном Ленинграде. Похоронен на Смоленском кладбище.

## Научная деятельность
Во время работы на Полтавской опытной станции в 1923—1926 годах совершал исследовательские поездки в пределах Украины, а также Воронежской области и Крыма.
Крупная экспедиционная деятельность была начата им летом 1928 года, когда Лукьянович по приглашению Правительства Бурят-Монгольской АССР поехал в Забайкалье, а оттуда — во Владивосток. Вернувшись из экспедиции, в ходе которой им был найден целый ряд новых видов насекомых, Лукьянович побывал также в Одессе.
В 1929 году он был командирован для работ по исследованию пустынной саранчи в Средней Азии, где проработал в аппарате Наркомзема Узбекской ССР, а затем побывал в экспедиции Узбекской станции защиты растений, где проводил наблюдения по пустынной саранче.
Во время своей работы во Всесоюзном Институте защиты растений на протяжении 1930—1934 годов им был проведен ряд экспедиций по исследованию лугового мотылька на территории степей и полупустынь юга Сибири, Казахстана, Астраханской области, Азербайджана и восточной Грузии. В 1932 году по заданию Сектора карантина растений Института защиты растений им было проведено исследование фасолевой зерновки южных районов Краснодарского края, Абхазии и западной Грузии. В 1933 году в связи с исследованием распространения лугового мотылька он объехал большую часть территории Азербайджанской ССР. В 1936 году изучал распространение льняного скрытнохоботника — вредителя льна. В том же году он провёл первую экскурсию в Кара-тау (Казахская ССР).
В 1937 году изучал распространение комплекса жуков-долгоносиков, которые вредящих сахарной свекле. В 1938 году руководил научно-производственными группами Правительственной Сырдарьинской и Алма-атинской саранчовых экспедиций. В 1939—1940 годах он объехал нижнее Заволжье и солончаковые районы Поднепровья на Украине с целью исследования фауны насекомых этих территорий.
С самого начала своей энтомологической работы Лукьянович специализировался на жуках-долгоносиках. Он самостоятельно разобрал и определил один из самых обширных родов долгоносиков — Lixus в коллекции Зоологического институт. Тогда же на молодого Лукьяновича обратил своё внимание и А. П. Семенов-Тян-Шанский, описавший совместно с Лукьяновичем новый род долгоносиков — Georginus. К этому периоду научной деятельности относятся его работы фаунистического характера, касающихся фауны долгоносиков степей Европейской части СССР. Далее Лукьянович начал заниматься составлением определителей, научно-справочных изданий, а также списков вредных насекомых.
Главная работа, которой Лукьянович посвятил много времени в последние годы жизни — «Фауна зерновок СССР» — осталась незавершенной, но была доработана и опубликована после его смерти М. Е. Тер-Минасян.

## Публикации
- Лукьянович Ф. К. К фауне долгоносиков Ставропольского края (Coleoptera, Curculionidae) // Изв. Ставроп. ст. защ. раст., 1, 1925. С. 17-22.
- Лукьянович Ф. К. О появлении азиатской саранчи в бывшей Полтавской губернии // Захист рослин, 1925, вып. 5-6. С. 51-53.
- Семенов-Тян-Шанский А. П., Лукьянович Ф. К. Новый род трибы Cleonini (Coleoptera, Curculionidae) // Русск. энтомолог. обозр., 1925. Т.19. С. 129—131.
- Лукьянович Ф. К. Заметки по систематике и географическому распространению долгоносиков (Coleoptora, Curculionidae) // Русск. энтомолог. обозр., 1926. Т. 20. С. 140—143.
- Лукьянович Ф. К. К фауне долгоносиков (Curculionidae) Донского округа (Coleoptera) // Изв. Ставроп. энтомолог, общ., II, 1926. С. 20-22.
- Лукьянович Ф. К. Список Cleonini бывшей Полтавской губернии (Coleoptera, Curculionidae) // Збірник Полтавськ. держ. муз., 1, 1928 аС. 1-4.
- Лукьянович Ф. К. Определительные таблицы Sitona, Cleonini, Apion // «Определитель насекомых» под ред. И. Н. Филипьева, М., 1928. С. 444—446, С. 447—451, С. 464—468; 2-е изд. 1933. С. 355—360, С. 374—376.
- Лукьянович Ф. К. Практический определитель долгоносиков, встречающихся на свекловичных плантациях. Изд. НИС Союзсахара, Киев, 1930. 45 с.
- Лукьянович Ф. К. Борьба с луговым мотыльком — борьба за урожай // Газета «Степная правда». Актюбинск, 13 X 1931, С. 2-3.
- Лукьянович Ф. К. Саранчевые, луговой мотылек, ложнопроволочники, шведская мушка. Вредители и болезни сельскохозяйственных растений в районе Туркестано-Сибирской железной дороги (по данным обследования, произведенного сотрудниками Всесоюзного Института защиты растений летом 1930 г.) // Защита растений, 1931. вып. 4, вып. 6, С. 349—351.
- Лукьянович Ф. К. Вредители запасов, складов и поделок. Отряд Coleoptera — жуки // «Список вредных насекомых СССР и сопредельных стран», ч. 1, под ред. А. А. Штакельберга. Труды по защите растений, 1 серия, Энтомология, 1932. вып. 5. С. 390—418.
- Лукьянович Ф. К. Задачи научно-исследовательских учреждений в области изучения экологии, фаунистики и систематики вредных и полезных насекомых и других беспозвоночных в разрезе рационализации защиты растений. (Доклад ВИЗР ВАСХНИЛ) // Труды Фаунистической конференции Зоологического института 3-8 февраля 1932 г. Секция Энтомологическая, 1933. С. 5-11.
- Лукьянович Ф. К. Луговой мотылек в Азербайджанской ССР. // Сб. Всесоюзн. инст. защ. раст. вып., 1934. вып. 8. С. 126—131, с картой.
- Лукьянович Ф. К. Распространение льняного скрытнохоботника // Защита растений, 1937. вып. 14, С. 25-39.
- Лукьянович Ф. К. Синонимические заметки по Curculionidae (Coleoptera) // Энтомол. обозр. Т. 27, 3-4, 1938. С. 239—240.
- Лукьянович Ф. К. Значение и задачи изучения кормовых отношений растительноядных насекомых // Защита растений, 1938. вып. 17. С. 15-24.
- Лукьянович Ф. К. Жуки рода Rhaebus Fisch.-W. (Coleoptera, Bruchidae) и их связь с Nitraria (Zygophyllaceae) // Сб. «Президенту Академии Наук СССР академику В. Л. Комарову к семидесятилетию со дня рождения и сорокапятилетию научной деятельности. Академия Наук СССР», 1939 : 546—566.
- Лукьянович Ф. К. Долгоносики. Таблица для определения родов водяных жуков // «Жизнь пресных вод СССР», под ред. В. И. Жадина, изд. Зоолог. инст. Акад. Наук СССР, 1, 1940 : 166—167.
- Лукьянович Ф. К. Bruchidae — Зерновки, Bruchelidae (Urodonidae), Anthribidae — Ложнослоники, Curculionidae — Долгоносики, слоники // Определитель насекомых Европейской части СССР, под ред. С. П. Тарбинского и Н. Н. Плавильщикова, Сельхозгиз, 1948: 507—586.
- Лукьянович Ф. К., Арнольди Л. В. Определитель долгоносиков-трухляков подсемейства Cossoninae фауны СССР и сопредельных стран Европы и Передней Азии // Энтомол. обозр., 1951. Т. 31 вып. 3-4. С.549-567.
- Лукьянович Ф. К., Тер-Минасян М. Е. Жуки-зерновки (Bruchidae). М.-Л.: Наука, 1957. 209 с. (Фауна СССР. Насекомые жесткокрылые, Новая серия. № 67. т. 24, вып. 1)
- Лукьянович Ф. К. К биологии, географическому распространению и систематике видов подрода Bothynoderes s. str. (Coleoptera, Curculionidae) // Энтомол. обозр., 1958. Т. 37. вып. 1. С.105-123

## Насекомые, названные в честь Лукьяновича
В честь Лукьяновича было названо множество новых видов насекомых, преимущественно собранных им во время его экспедиций.

### Жесткокрылые
- Argoptochus lukjanovitshi Arnoldi, 1965 (Curculionidae)
- Amalorrhynchus lukjanovitshi Korotyaev, 1980 (Curculionidae)
- Anthaxia (Euanthaxia) lukjanovitshi Richter, 1949 (Buprestidae)
- Anthonomus lukjanovitshi Ter-Minassian, 1954 (Curculionidae)
- Corimalia lukjanovitshi Zherichin, 1991 (Nanophyidae)
- Eocupes lukjanovitshi Rohdendorf, 1961 (Permocupedidae)
- Habroloma lukianovici (Obenberger, 1927) (Buprestidae)
- Hypera lukjanovitshi Zaslavskii, 1964 (Curculionidae)
- Lamprodila lukjanovitshi (Richter, 1952) (Buprestidae)
- Lixus lukjanovitshi Ter-Minassian, 1966 (Curculionidae)
- Phyllobius (Angarophyllobius) lukjanovitshi Korotyaev & Egorov, 1977 (Curculionidae)
- Pseudomyllocerus (Neohenschia) lukjanovitshi (Arnoldi, 1965) (Curculionidae)
- Pterostichus (Platysma) lukjanovitshi Lutshnik, 1927 (Carabidae)
- Rhynchites lukjanovitshi Ter-Minassian, 1944 (Rhynchitidae)
- Saprinus semipunctatus lukjanovitshi Reichardt, 1941 (Histeridae)
- Sitona lukjanovitshi A. Egorov et Korotyaev, 1986 (Curculionidae)
- Sphenoptera (Sphenoptera) sulcata lukianovici Obenberger, 1927 (Buprestidae)
- Squamapion lukjanovitshi (Korotyaev, 1988) (Apionidae)
- Stephanocleonus lukjanovitshi Ter-Minassian, 1975 (Curculionidae)
- Thymapion lukjanovitshi Korotyaev, 1987 (Apioninae)
- Xyletinus lukjanovitshi Toskina, 2006 (Anobiidae)

### Полужесткокрылые
- Glaucopterum lukjanovitshi V.G. Putshkov, 1975 (Miridae)
- Aradus lukjanovitshi Kiritshenko, 1955 [junior synonym to Aradus frigidus …, 1913] (Aradidae)

### Перепончатокрылые
- Hortobombus lukjanovitshi Skorikov (Apidae)

### Двукрылые
- Nitrariomyia lukjanovitshi Rohdendorf, 1949 (Tephritidae)
- Xylophagus lukjanovitshi Krivosheina & Mamaev, 1972 (Xylophagidae)

### Равнокрылые
- Delphacinus lukjanovitshi V. Kuznetzov, 1929 (Delphacidae)
- Doratura lukjanovitshi Kusnezov, 1929 (Cicadellidae)
- Goniagnathus lukjanovitshi V. Kusnezov, 1929 (Cicadellidae)
- Nymphorgerius lukjanovitshi (Kusnezov, 1933) (Dictyopharidae)
- Oliarus lukjanovitshi Kusnezov, 1937 (Cixiidae)
- Pentastiridius lukjanovitshi (Kusnezov, 1937) (Cixiidae)
- Sphenocratoides lukjanovitshi Kusnezov, 1933 (Dictyopharidae)
- Sphenocratus lukjanovitshi (V. Kusnezov, 1933) (Dictyopharidae)
- Trichodelphax lukjanovitshi (Kusnezov, 1929) (Delphacidae)
- Kolla lukjanovitshi V. Kusnezov, 1929 [младший синоним Kolla atramentaria Motschulsky, 1859] (Cicadellidae)